# Robert Burckhardt

Robert Burckhardt als Corpsstudent um 1893

Robert Burckhardt (* 15. Juli 1873 in Wiesloch; † 20. Mai 1933 ebenda) war ein deutscher Lederfabrikant.

## Leben
Robert Burckhardt war Sohn des Wieslocher Lederfabrikanten und Bürgermeisters Julius Burckardt und der Marie geborene Dell. Nach dem Besuch des Gymnasiums in Heidelberg studierte er an der Technischen Hochschule Charlottenburg und wurde Mitglied des dortigen Corps Saxonia. Anschließend erhielt er seine berufliche Ausbildung in der väterlichen Firma, der Deutschen Gerberschule in Freiberg (Sachsen) und der Versuchsschule für Lederindustrie in Wien sowie durch weitere Auslandsaufenthalte in England, Frankreich und Österreich. 1896 trat er als Teilhaber in das väterliche Unternehmen, wurde 1912 Geschäftsführer und 1927 Alleininhaber der Firma, die seit 1924 unter Badenia-Lederwerke AG firmierte.
Burckhardt war Mitarbeiter an verschiedenen Fach- und wirtschaftlichen Zeitschriften und veröffentlichte Bücher zur praktischen Lederherstellung. Er war 1. Vorsitzender des Verbandes Badischer Lederwarenfabrikanten mit Sitz in Karlsruhe, Mitglied der Handelskammer Heidelberg, des Gewerbeausschusses beim Finanzamt Wiesloch, Mitglied des Handelsschulrats und des Gewerbesteuerausschusses in Wiesloch, Mitglied des Gemeinderats der Stadt Wiesloch und 1. Vorsitzender der Bürgerlichen Vereinigung in Wiesloch.
Am Ersten Weltkrieg nahm er als Hauptmann und zuletzt als Major der Landwehr teil. Als Auszeichnungen erhielt er unter anderem das Eiserne Kreuz II. und I. Klasse. Über seine Kriegserinnerungen schrieb er ein Buch, das vom Ministerium für Volksbildung der Deutschen Demokratischen Republik auf die Liste der auszusondernden Literatur gesetzt wurde.

## Schriften
- Fabrikationstabellen
- Die praktische Leder-Erzeugung, 1. Auflage 1903, 2. Auflage 1922, erschienen als Band 265 in Chemisch-technische Bibliothek
- Die Burckhardt, 1927
- Granaten-Donnerwetter, Kriegserinnerungen eines badischen Landwehr-Offiziers, 1928